# Xiph.org
La fundació Xiph.Org creada per Chris Montgomery al setembre de 1994, és una corporació no lucrativa que té com a finalitat protegir les fundacions dedicades al desenvolupament de protocols i programari lliure per fer ús d'arxius multimèdia, del control d'interessos privats.
El motiu pel qual es va fundar aquesta corporació és l'anunci del cobrament per adquirir una llicència per tal de fer ús del format MP3, que havia estat utilitzat lliurement des de la seva aparició, per part dels membres del consorci MPEG.

## Aplicacions
A aquesta corporació (Xiph.org), podem adjudicar-li la creació de sistemes i formats de compressió d'àudio de la família Ogg, Ogg Vorbis n'és el més destacat. Es tracta d'un sistema obert amb codi accessible i modificable, lliure de patents, portable (es pot utilitzar amb diversos sistemes, tant de maquinari com de programari), que utilitza un algorisme de compressió amb pèrdua, similar al mp3, i especialment dissenyat per fer la competència a aquest darrer.
També podem destacar Theora: És un format lliure de vídeo dissenyat per competir amb formats propietaris, MPEG-4, Real Video, Windows Media vides, que té com a característiques principals utilitzar tècniques de compensació de moviment amb blocs de 8x8 píxels, diferents formats de submostreig (4:2:0, 4:2:2, i 4:4:4), utilitza múltiples frames de referència.
També cal ressaltar un altre projecte de Xiph.Org, és l'anomenat FLAC (Free Lossless Audio Codec). Es tracta d'un còdec d'àudio sense pèrdues, que generalment s'utilitza en aplicacions relacionades amb la venda de música a través d'Internet, i com a alternativa al MP3 quan es busca una mica més de qualitat de so.
El projecte Speex, forma part del conjunt de projectes desenvolupats per Xiph.org. Es tracta d'un codec lliure per a veu. Segons el seu creador, Jean d'un complement a Ogg Vorbis, ja que aquest últim ha estat dissenyat per àudio en general, mentre que Speex és exclusivament per veu. Està basat en Codificadors de Predicció Lineal (CELP), desenvolupat per aplicacions com veu per IP.
Tots els còdecs esmentats amb anterioritat, contenen un mecanisme intern que permet incloure metadades.
A més, Xiph.org compta amb el programa «Icecast». Es tracta d'un servidor de streaming, que té com a client font «IceS».
També podem destacar, com a format de llistes de reproducció patrocinat per Xiph.org, «XML Shareable Playlist Format» 
Finalment esmentar el descodificador «Tremor», és un descodificador de coma fixa de Org Vorbis.
Tenim altres codificadors que es troben en fase experimental. És el cas de OggWrit, dissenyat per agregar subtítols per a vídeo de Ogg Theora, per inserir lletres de cançons amb Ogg Vorbis entre altres utilitats. Dins d'aquest últim grup, també esmentarem OggMNG, es tracta d'animació MNG encapasulada en Ogg. També hi ha OggPCM2, per àudio PCM sense compressió. OggUVS treballa amb vídeo RGB i YUV, sense comprimir. Finalment trobem IceShare, es tracta de distribució de contingut en aplicacions P2P.